# Leandra australis
Leandra australis là một loài thực vật có hoa trong họ Mua. Loài này được (Cham.) Cogn. mô tả khoa học đầu tiên năm 1886.